# Renhållning

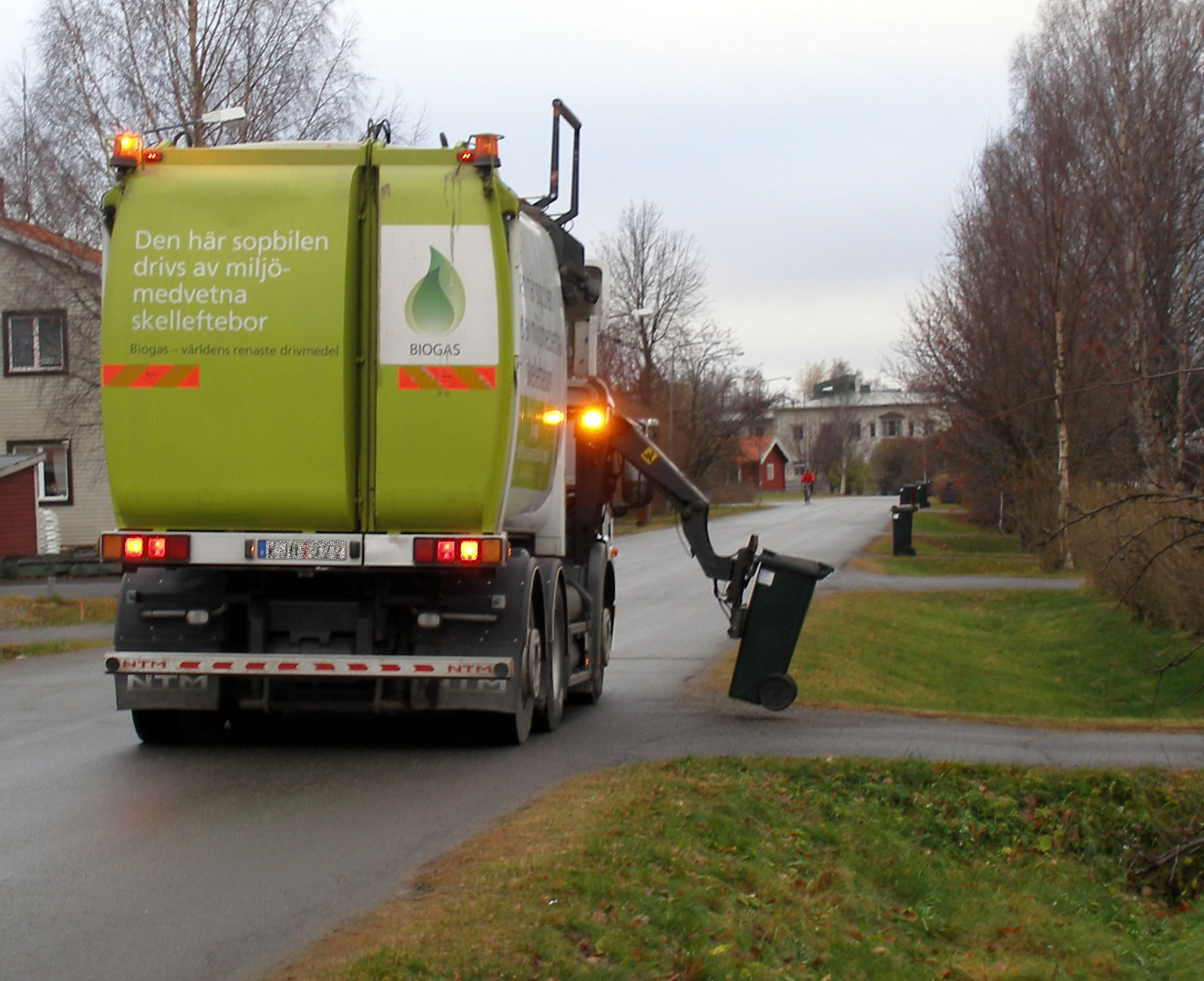
Hämtning av hushållssopor med sopbil i Skellefteå.

Renhållning omfattar flera former av avfallshantering, till exempel gaturengöring, vinterväghållning med snöröjning, sandning och saltning. Dit räknas även klottersanering och hämtning av hushållssopor med sopbil utförd av sopåkare.